# مولسی
مولسی (به فرانسوی: Mulcey) یک کمون در فرانسه است که در Canton of Dieuze واقع شده‌است.

## خصوصیات
مولسی ۸٫۳۴ کیلومترمربع مساحت و ۲۲۱ نفر جمعیت دارد و ۱۱۴ متر بالاتر از سطح دریا واقع شده‌است.